# Meres (stacja kolejowa)
Meres (hiszp: Estación de Meres) – stacja kolejowa w miejscowości Siero, we wspólnocie autonomicznej Asturia, w Hiszpanii.
Jest obsługiwana przez regionalne pociągi wąskotorowe Ferrocarriles de Vía Estrecha (FEVE). Stanowi część linii F-6 Cercanías Asturias.

## Położenie stacji
Znajduje się na linii wąskotorowej Oviedo – Santander w km 325,4, pomiędzy stacjami Colloto i Fonciello, na wysokości 182 m n.p.m.

## Historia
Został oddany do użytku w dniu 13 listopada 1891 roku wraz z uruchomieniem odcinka Oviedo-Infiesto linii do Llanes. Prace były prowadzone przez Compañía de los Ferrocarriles Económicos de Asturias. Od 1972 do 2013 była zarządzana przez FEVE.

## Linie kolejowe
- Oviedo – Santander – linia wąskotorowa Ferrocarriles de Vía Estrecha